# Budapest Ska Mood
A Pannonia Allstars Ska Orchestra (PASO) első, teljes hosszúságú stúdióalbuma, mely az amerikai Megalith Records-nál jelent meg 2005-ben. A 16 számot (12 + 4 bónusz) tartalmazó albumon vendégszerepel Dr. Ring-Ding és King Django is. A korong összegző jelleggel mutatja be a PASO demo utáni korszakának zenei világát, felvillantva a pörgősebb, tradicionálisabb és reggae-sebb vonalat is.

## Számok
|     | Cím                   | Közreműködik  | Hossz |
| --- | --------------------- | ------------- | ----- |
| 1.  | Balkan Fever          | Dr. Ring-Ding | 03:11 |
| 2.  | Police In Helicopter  |               | 04:18 |
| 3.  | Ignorance             |               | 03:57 |
| 4.  | Hello Gagarin!        |               | 04:32 |
| 5.  | Where Can I Go        | King Django   | 04:37 |
| 6.  | All Night Long        |               | 04:59 |
| 7.  | Rudie's Got A Soul    |               | 06:09 |
| 8.  | Greed                 |               | 04:38 |
| 9.  | Tell Me Why...        |               | 04:47 |
| 10. | Ska-Bah-Dub           |               | 04:31 |
| 11. | Waiting For Salvation |               | 06:07 |
| 12. | Rudeboy Train         |               | 04:09 |
| 13. | Mek It A Date         | Dr. Ring-Ding | 03:19 |
| 14. | Sebaj                 |               | 03:36 |
| 15. | Policeman             |               | 04:18 |
| 16. | Lakótelep             |               | 05:13 |